# Tasmaanse struiksluiper
De Tasmaanse struiksluiper (Acanthornis magna) is een zangvogel uit de familie Acanthizidae (Australische zangers).

## Verspreiding en leefgebied
Deze soort is endemisch in Tasmanië en telt twee ondersoorten:
- A. m. magna: Tasmanië.
- A. m. greeniana: Kingeiland (Straat Bass).

## Status
De grootte van de populatie is niet gekwantificeerd maar de soort wordt omschreven als plaatselijk vrij algemeen. Op de Rode lijst van de IUCN heeft deze soort de status niet bedreigd.